# 17180 Rupertli
17180 Rupertli è un asteroide della fascia principale. Scoperto nel 1999, presenta un'orbita caratterizzata da un semiasse maggiore pari a 2,634612 UA e da un'eccentricità di 0,134951, inclinata di 12,843364° rispetto all'eclittica. Ha un diametro di 5,026 km.